# Psychotria glabra
Psychotria glabra är en måreväxtart som först beskrevs av William Bertram Turrill, och fick sitt nu gällande namn av Francis Raymond Fosberg. Psychotria glabra ingår i släktet Psychotria och familjen måreväxter. Inga underarter finns listade i Catalogue of Life.